# Jacek Berbeka
Jacek Berbeka (ur. 1959) – polski taternik, alpinista i himalaista.

## Życie prywatne
Ukończył Akademię Wychowania Fizycznego w Krakowie (kierunek trenerski, specjalizacja narciarstwo alpejskie). Przez 16 lat uprawiał wyczynowo narciarstwo alpejskie w klubach Wisła i Legia Zakopane. Obecnie jest członkiem Klubu Wysokogórskiego Zakopane. Żonaty, ma trzech synów. Syn Krzysztofa Berbeki, brat Macieja Berbeki.

## Himalaje
Pierwszą wyprawę odbył w sezonie 1990/91. Była to zimowa wyprawa Klubu Wysokogórskiego Zakopane na niezdobyty zimą szczyt Nanga Parbat. Wyprawa osiągnęła wysokość 7000 m.
Latem 1995 zdobył dwa ośmiotysięczniki: Gaszerbrum II – samotnie w stylu alpejskim oraz Gaszerbrum I – również w stylu alpejskim wraz z Krzysztofem Wielickim, Carlosem Carsolio i Edem Viestursem w 30 godzin – nieprzerwanie z bazy na szczyt.
Latem 1996 kierował wyprawą na Nanga Parbat od strony ściany Diamir, osiągając wysokość 8000 m. Jesienią 1996 zdobył samotnie w stylu alpejskim dwa ośmiotysięczniki od strony tybetańskiej: Czo Oju i Sziszapangma.
W 1998 postanowił jako pierwszy z Polaków zdobyć Mount Everest bez używania tlenu, jednak huraganowe wiatry zmusiły go do odwrotu z wysokości 8400 m.
W roku 2000 ponownie zaatakował Mount Everest od strony tybetańskiej i ponownie wiatr zmusił atakujących do odwrotu z wysokości 8650 m. W sezonie 2002/2003 brał udział w Polskiej Wyprawie Zimowej Netia K2.